# 奥尔卡霍德拉斯托雷斯
奥尔卡霍德拉斯托雷斯，是西班牙卡斯蒂利亚-莱昂阿维拉省的一个市镇。 总面积47km2, 总人口748人（2001年），人口密度16人/km2。